# Pycnandra
Pycnandra é um género botânico pertencente à família Sapotaceae.